# Rodrigo Pérez Casada
Rodrigo Pérez Casada (Montevideo, 23 luglio 1996) è un calciatore uruguaiano, centrocampista del Peñarol.

## Caratteristiche tecniche
È un centrocampista centrale, che può ricoprire anche il ruolo di esterno di sinistra.

## Carriera
Cresciuto nel settore giovanile del Fénix, nel 2016 si trasferisce in Italia, dove disputa il campionato di Serie D con l'AZ Picerno. Nel 2020 contribuisce alla vittoria del campionato di Segunda División Profesional de Uruguay col Cerrito. Nel 2024 si trasferisce in Argentina, prima di fare ritorno in Uruguay per firmare col Peñarol.

## Statistiche

### Presenze e reti nei club
Statistiche aggiornate al 24 maggio 2025.
| Stagione        | Squadra           | Campionato      | Campionato | Campionato | Coppe nazionali | Coppe nazionali | Coppe nazionali | Coppe continentali | Coppe continentali | Coppe continentali | Altre coppe | Altre coppe | Altre coppe | Totale | Totale |
| Stagione        | Squadra           | Comp            | Pres       | Reti       | Comp            | Pres            | Reti            | Comp               | Pres               | Reti               | Comp        | Pres        | Reti        | Pres   | Reti   |
| --------------- | ----------------- | --------------- | ---------- | ---------- | --------------- | --------------- | --------------- | ------------------ | ------------------ | ------------------ | ----------- | ----------- | ----------- | ------ | ------ |
| 2016-2017       | AZ Picerno        | D               | 30         | 5          | CI-D            | 0               | 0               | -                  | -                  | -                  | -           | -           | -           | 30     | 5      |
| 2018            | Miramar Misiones  | SD              | 12         | 0          | -               | -               | -               | -                  | -                  | -                  | -           | -           | -           | 12     | 0      |
| 2019            | Cerrito           | SD              | 18         | 0          | -               | -               | -               | -                  | -                  | -                  | -           | -           | -           | 18     | 0      |
| 2020            | Cerrito           | SD              | 18         | 1          | -               | -               | -               | -                  | -                  | -                  | -           | -           | -           | 18     | 1      |
| Totale Cerrito  | Totale Cerrito    | Totale Cerrito  | 36         | 1          |                 | -               | -               |                    | -                  | -                  |             | -           | -           | 36     | 1      |
| 2021            | Atenas            | SD              | 18         | 0          | -               | -               | -               | -                  | -                  | -                  | -           | -           | -           | 18     | 0      |
| 2022            | Boston River      | PD              | 33         | 0          | CU              | 0               | 0               | -                  | -                  | -                  | -           | -           | -           | 33     | 0      |
| 2023            | Defensor Sporting | PD              | 29         | 0          | CU              | 1               | 0               | CS                 | 0                  | 0                  | -           | -           | -           | 30     | 0      |
| gen.-ago. 2024  | Instituto (C)     | PD              | 4          | 0          | CA+CdL          | 0+7             | 0               | -                  | -                  | -                  | -           | -           | -           | 11     | 0      |
| ago.-dic. 2024  | Peñarol           | PD              | 12         | 1          | CU              | 0               | 0               | CL                 | 2                  | 0                  | -           | -           | -           | 14     | 1      |
| 2025            | Peñarol           | PD              | 12         | 0          | CU              | 0               | 0               | CL                 | 5                  | 0                  | SU          | 1           | 0           | 18     | 0      |
| Totale Peñarol  | Totale Peñarol    | Totale Peñarol  | 24         | 1          |                 | 0               | 0               |                    | 7                  | 0                  |             | 1           | 0           | 32     | 1      |
| Totale carriera | Totale carriera   | Totale carriera | 186        | 7          |                 | 8               | 0               |                    | 7                  | 0                  |             | 1           | 0           | 202    | 7      |

## Palmarès

### Club

#### Competizioni nazionali
- Segunda División Profesional de Uruguay: 1

Cerrito: 2020
- Copa Uruguay: 1

Defensor Sporting: 2023